# Jean Shinoda Bolen
Jean Shinoda Bolen (n. 1936, en Estados Unidos) es doctora en medicina, psiquiatra, analista junguiana, así como escritora y conferenciante internacionalmente conocida que extrae fuentes de experiencia de la espiritualidad, el feminismo, la psicología analítica, la medicina y lo personal.

## Biografía
Es Distinguished Life Fellow de la American Psychiatric Association y antigua profesora de psiquiatría clínica en la Universidad de California en San Francisco, así como antiguo miembro de la junta de la Ms. Foundation for Women y de la International Transpersonal Association. Recibió el Pioneers in Art, Science, and the Soul of Healing Award del Institute for Health and Healings, y es diplomada por el American Board of Psychiatry and Neurology.
Apareció en dos aclamados documentales, la cinta de antiproliferación nuclear ganadora del premio de la academia Women—For America, For the World, y Goddess Remembered de la National Film Board of Canada.

## Obra
- The Tao of Psychology: Synchronicity and the Self (1979, 1982) ed. ISBN 978-0-06-250081-6
- Goddesses in Everywoman: A New Psychology of Women (1984)
- Gods in Everyman: A New Psychology of Men's Lives and Loves (1989)
- The Ring of Power: Symbols and Themes in Wagner's Ring Cycle and in Us (1992)
- Crossing to Avalon: A Woman's Midlife Pilgrimage (1994)
- Close to the Bone: Life-Threatening Illness and the Search for Meaning (1996)
- The Millionth Circle: How to Change Ourselves and the World (1999)
- Goddesses in Older Women: Archetypes in Women over Fifty (2001)
- Crones Don't Whine (2003). ISBN 1-57324-912-2
- Urgent Message from Mother: Gather the Women, Save the World (2005), 2nd ed. (2008). ISBN 978-1-57324-353-7
- Like a Tree: How Trees, Women, and Tree People Can Save the Planet (2011). ISBN 978-1-57324-488-6
- Moving Toward the Millionth Circle: Energizing the Global Women's Movement (2013). ISBN  978-1-57324-628-6
- Artemis: The Indomitable Spirit in Everywoman (2014). ISBN  978-1-57324-591-3